# Карабчіївський ботанічний заказник
Карабчі́ївський зака́зник — ботанічний заказник загальнодержавного значення в Україні. Розташований у межах Городоцького району Хмельницької області, за 2 км на захід від села Великий Карабчіїв. 
Площа 111 га. Заповіданий Указом Президента України № 715/96 від 20.08.1996 року. Користувач: ГСЛП «Горліс» Городоцького району. 
Розташований в урочищі «Сільвестрів», на правому крутосхилі корінного берега річки Смотрич i частково платорній частині вододілу. Урочище являє собою грабово-дубові насадження природного походження. 
У заказнику зростають види, занесені до Червоної книги України: булатка великоквіткова, лілія лісова, коручка чемерниковидна, любка дволиста, любка зеленоквіткова, цибуля ведмежа, на відкритих місцях трапляється зіновать біла.
Ліс росте на кам'янистих крутих схилах вздовж річки. Тут проходить північна межа Товтрового кряжу. Найбільшу цінність у науковому плані становить гора Городоще, яка височить над навколишньою місцевістю, та прилеглі до неї обривисті крутосхили з виходами вапняків. На горі, на безлісій частині, поширена наскельна та степова рослинність. 
Ботанічний заказник «Карабчиївський» входить до складу природно-заповідного фонду України, який охороняється як національне надбання, є складовою частиною системи природних територій та об'єктів, що перебувають під особливою охороною. 
Входить до складу національного природного парку «Подільські Товтри».

## Мета створення
Головним завданням ботанічного заказника «Карабчиївський» є збереження та охорона цінних видів рослин, занесених до Червоної книги України. Ст.25 З. У. про ПЗФ України. 